# Liste der Kulturdenkmäler in Karbach (Hunsrück)
In der Liste der Kulturdenkmäler in Karbach sind alle Kulturdenkmäler der rheinland-pfälzischen Ortsgemeinde Karbach aufgeführt. Grundlage ist die Denkmalliste des Landes Rheinland-Pfalz (Stand: 27. Oktober 2023).

## Einzeldenkmäler
| Bezeichnung                              | Lage                       | Baujahr                | Beschreibung                                                                                           | Bild                           |
| ---------------------------------------- | -------------------------- | ---------------------- | --- | ------------------------------ |
| Quereinhaus                              | St.-Quintin-Straße 3 Lage  | frühes 18. Jahrhundert | Fachwerk-Quereinhaus, teilweise massiv, frühes 18. Jahrhundert                                         | BW                             |
| Katholische Kapelle St. Anna             | St.-Quintin-Straße 9 Lage  | 1770                   | Saalbau, 1770, Erweiterung 1923                                                                        | BW                             |
| Katholische Wallfahrtskirche St. Quintin | südwestlich des Ortes Lage | 1748                   | Saalbau, im Kern mittelalterlich, innen barock überformt, 1748; bauliche Gesamtanlage mit dem Friedhof | weitere Bilder Fotos hochladen |